# Burg Horkenstein

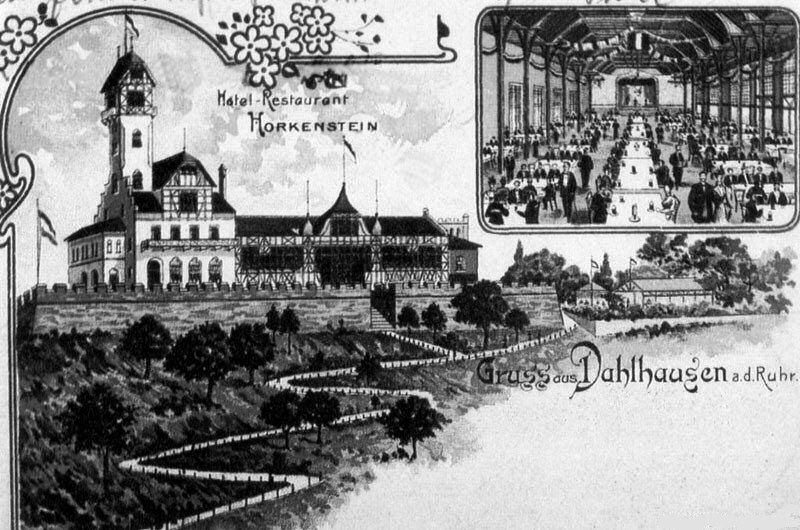
Burg Horkenstein, ca. 1900

Burg Horkenstein hieß ein Hotel-Restaurant bei Dahlhausen. Es befand sich auf den Ruhrhöhen rechtsseitig der Ruhr. 

## Geschichte
Das Haus wurde im Jahr 1900 errichtet.
Zum Bauwerk zählten ein großer Speisesaal für den Restaurantbetrieb mit Platz für bis zu 1000 Menschen sowie ein Aussichtsturm; die Stützmauern der Terrasse waren mit Zinnen versehen, die  den Eindruck unterstützten, dass es sich um eine ehemalige Burg gehandelt habe. Der Name war an den Horkenstein angelehnt, der sich zu diesem Zeitpunkt bereits auf Hattinger Stadtgebiet befand. 
In der Zeit vor dem Ersten Weltkrieg wurden am Fluss Esel mit Führern angeboten, die Ausflügler den Fußweg vom Strandbad an der Ruhr hinauf zur „Burg“ brachten. Im Bereich an der Lewackerstraße gab es einen in den Sattel gegrabenen Stollen, der als Gaststätte diente.
Burg Horkenstein war ein häufiges Motiv von Ansichtskarten. Das Objekt wurde mehrfach umgebaut. Zuletzt diente es als Obdachlosenasyl und wurde 1960 abgebrochen. Das Mauerwerk der Terrasse ist heute noch erhalten.

## Galerie

1905
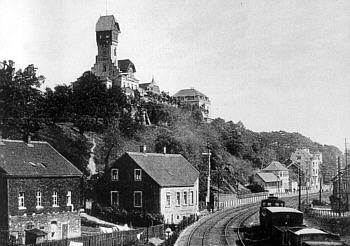
1910